# José Peñarrieta
José Feliciano Peñarrieta Flores (Yacuiba, Tarija, 18 de noviembre de 1988) es un futbolista boliviano. Juega de guardameta y su actual equipo es San Antonio de la Primera División de Bolivia.

## Clubes
| Club              | País    | Año               |
| ----------------- | ------- | ----------------- |
| Guabirá           | Bolivia | 2006 - 2007       |
| La Paz F. C.      | Bolivia | 2007 - 2012       |
| San José          | Bolivia | 2012              |
| Oruro Royal       | Bolivia | 2013              |
| Petrolero         | Bolivia | 2013 - 2015       |
| The Strongest     | Bolivia | 2015 - 2018       |
| Oriente Petrolero | Bolivia | 2019              |
| Blooming          | Bolivia | 2020 - 2023       |
| Jorge Wilstermann | Bolivia | 2023              |
| San Antonio       | Bolivia | 2024              |
| ABB               | Bolivia | 2025              |
| San Antonio       | Bolivia | 2025 - Actualidad |

## Palmarés

### Títulos nacionales
| Título           | Club          | País    | Año           |
| ---------------- | ------------- | ------- | ------------- |
| Primera División | The Strongest | Bolivia | Apertura 2016 |